# Isle

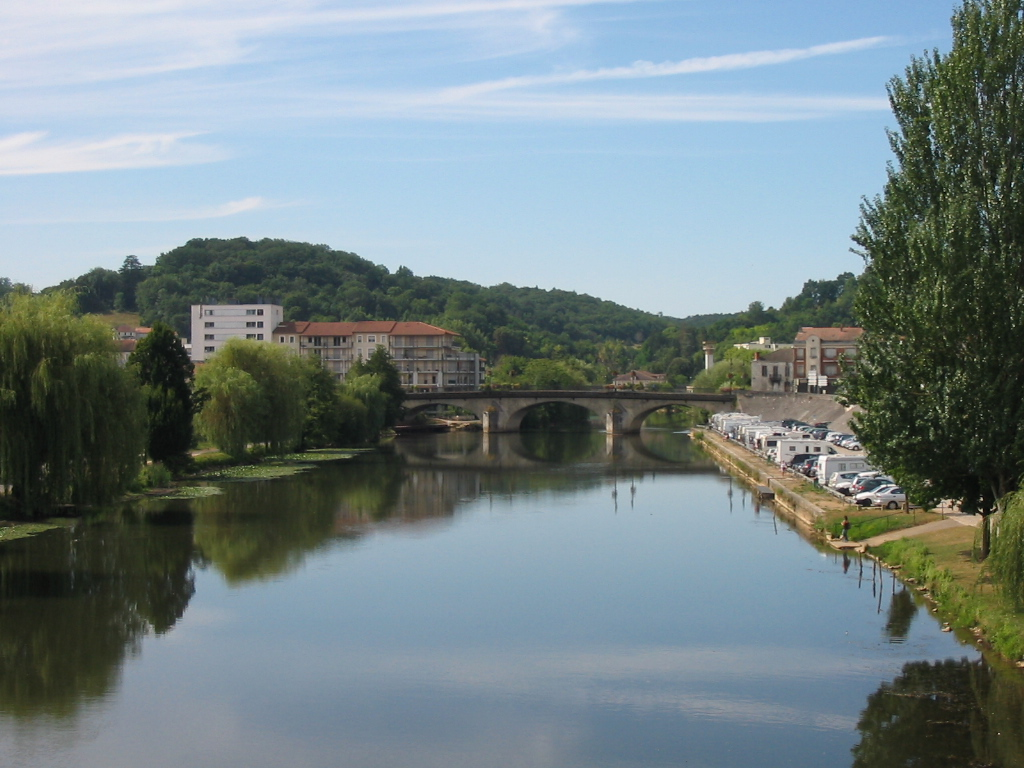
Isle-dalen vid Périgueux

Isle är en biflod till Dordogne i södra Frankrike.
Isle upprinner på Limousinplatån, blir segelbar vid Périgueux, och mynnar vid Libourne, och är 235 kilometer lång.